# Verhoogde afgeknotte dodecaëder
Een verhoogde afgeknotte dodecaëder is in de meetkunde het johnsonlichaam J68. Deze ruimtelijke figuur kan worden geconstrueerd door een vijfhoekige koepel J5 op een tienhoekig zijvlak van een afgeknotte dodecaëder te plaatsen, maar is toch nog convex. De paradubbelverhoogde afgeknotte dodecaëder J69, de metadubbelverhoogde afgeknotte dodecaëder J70 en de drievoudig verhoogde afgeknotte dodecaëder J71 worden ook geconstrueerd door vijfhoekige koepels op een afgeknotte dodecaëder te plaatsen, bij die lichamen twee, weer twee en drie vijfhoekige koepels.
- (en)  MathWorld. Augmented Truncated Dodecahedron.